# 말레이시아의 행정 구역
말레이시아는 주 13개와 연방 직할구 3개로 구성된 연방 국가이다. 이 중 주 11개와 연방 직할구 2개는 말레이반도에, 주 2개와 연방 직할구 1개는 보르네오섬에 위치한다. 말레이반도에 위치한 행정 구역은 반도 말레이시아(서말레이시아), 보르네오섬에 위치한 행정 구역은 동말레이시아라고 부르기도 한다.

## 주의 수장
13개의 주 중 9주에는 전통적인 수장인 술탄이 있다. 말레이시아 국왕은 9명의 술탄에 의해 호선으로 선출되지만, 실질적으로는 윤번제이다. 국왕의 임기는 5년이며, 내각의 보좌를 받아 행정을 담당한다.
말라카, 페낭, 사바, 사라왁 4주에는 술탄이 없기 때문에 대신에, 의례적인 존재로 주지사가 임명된다. 이 때문에 주 정부의 사실상의 수장은 의회 다수 회파(여당)에서 선정된 주 총리이며, 주 총리가 국왕과 협의하여 국왕의 명령으로 주지사를 임명한다.

## 주정부의 행정 구역
주 정부는 각 주의 일부를 분할하여 행정을 집행하고 있다. 이러한 행정 구역은 각 주 정부의 직원이 수장을 맡고 있다. (마을은 군수로부터 임명된 주민이 수장을 맡고 있다.)

### 일반적인 행정 구역
사바주, 사라왁주를 제외한 다른 주정부의 행정 구역은 다음과 같다.
- 군 (Daerah, Administrative District)
  - 향 (Mukim)
    - 마을(말레이어: Kampung, 영어: Village)

### 사바, 사라왁주의 행정 구역
- 성 (Bahagian, Division)
  - 군 (Daerah, Administrative District)
    - 지군 (Daerah Kecil, Sub-district)
      - 마을 (말레이어: Kampung, 영어: Village)

## 4개의 지방자치체
주정부의 행정 구역과는 별도로 지방 자치 단체(Local government)가 존재한다. 이를 PBT(Pihak Berkuasa Tempatan)라고 약칭한다. 지방 자치 단체는 도시 계획과 보건 위생, 쓰레기 처리 등을 업무로 하며, 주민이 살고있는 지역에만 존재하고 정글 등은 지방 자치 단체에 속하지 않는다. 그러나 피낭주, 믈라카주, 크다주, 트렝가누주, 사바주, 사라왁주 6개주는 모든 지역이 지방 자치 단체에 속해 있다. 현재 154 자치체가 있다. 또한 법인격으로 지자체의 권한이 있는 것은 시청 등이 아니라 각각의 의회이기 때문에 이름에 Council이 붙어 있다.

### 시정국(DB)
수시정국(약칭, DB, 市政局, Dewan Bandaraya / City Hall)는 3개가 존재한다. 
- 쿠알라룸푸르 시정국 (DBKL)
- 북쿠칭 시정국 (DBKU)
- 코타키나발루 시정국 (DBKK)

### 시정청(MB)
시정청(약칭, MB, 市政廳, Majlis Bandaraya / City Council)는 14개가 존재한다. 
- 이포 시정청 (MBI)
- 남쿠칭 시정청 (MBKS)
- 조호르바루 시정청 (MBJB)
- 믈라카 역사적인 시정청 (MBMB)
- 샤알람 시정청 (MBSA)
- 알로르스타르 시정청 (MBAS)
- 미리 시정청 (MB Miri)
- 프탈링자야 시정청 (MBPJ)
- 쿠알라트렝가누 시정청 (MBKT)
- 페낭섬 시정청 (MBPP)
- 이스칸다르 푸트리 시정청 (MBIP)
- 세베랑 페라이 시정청 (MBSP)
- 스름반 시정청 (MBS)
- 수방자야 시정청 (MBSJ)

### 시의회(MP)
시의회(약칭, MP, 市議會, Majlis Perbandaran / Municipal Council)는 그 외의 시다. 

### 기타
- 군의회 (약칭 : 縣議會 , MD , Majlis Daerah / District Council)
- 도시기관 (약칭 : LB , Lembaga Bandaran / Town Board) (사바만)

### 지방자치단체 성립요건
말레이시아 정부에 의해 성립 요건이 명확하게 정해져있다. 다음 표는 주요 요구 사항이다.
| 클래스 |                            | 인구         | 예산규모        |
| ------ | -------------------------- | ------------ | --------------- |
| DB, MB | 주도의 인구수              | 50만 명 이상 | 100만 링깃 이상 |
| MP     | 주도 또는 현 관광서가 있음 | 15만명 이상  | 20만 링깃 이상  |
| MD, LB |                            | 15만 명 미만 | 20만 링킷 미만  |